# Собецу

42°33′26″ пн. ш. 140°53′11″ сх. д. / 42.55722° пн. ш. 140.88639° сх. д.
Со́бецу (яп. 壮瞥町, そうべつちょう, МФА: [soːbet͡su̥ t͡ɕoː]) — містечко в Японії, в повіті Усу округу Ібурі префектури Хоккайдо. Станом на 1 жовтня 2008 року площа містечка становила 205,04 км². Станом на 31 березня 2017 населення містечка становило 2614 осіб.